# Enrico IV di Limburgo
Enrico di Limburgo (1195 circa – 25 febbraio 1247) fu Conte consorte di Berg, dal 1225 e Duca di Limburgo e Conte di Arlon dal 1226 alla sua morte.

## Origine
Enrico, come ci viene confermato dal documento n° CLII della Histoire du Limbourg, vol VI: Codex diplomaticus Valkenburgensis. era figlio del Duca di Limburgo e Conte di Arlon, Valerano III, e di Cunegonda di Lorena, figlia del Duca di Lorena, Federico I (secondo la Chronica Albrici Monachi Trium Fontium era figlio del Duca di Lorena, Mattia I e della moglie Giuditta detta anche Berta, nipote del re di Germania, Corrado III di Svevia) e della moglie (come viene confermato dal Chronicon Polono-Silesiacum), Wierchosława Ludmilla, figlia di Mieszko III di Polonia, come viene confermato dalla Chronica Albrici Monachi Trium Fontium.
Valerano III di Limburgo, secondo la Chronica Albrici Monachi Trium Fontium era figlio del Duca di Limburgo e Conte di Arlon, Enrico III e della moglie (come ci viene confermato dal documento n° LXVII della Histoire du Limbourg, vol VI: Codex diplomaticus Valkenburgensis., datato 1178), Sofia di Saarbrücken, figlia del conte di Saarbrücken, Simone I e della moglie Mechilde.

## Biografia
Dopo che era morta la madre, Cunegonda di Lorena, nel 1213 circa, suo padre, Valerano III, secondo la Chronica Albrici Monachi Trium Fontium, nella primavera del 1214, sposò, in seconde nozze, la contessa di Lussemburgo, Ermesinda, anche lei al secondo matrimonio (era vedova da pochi mesi del conte di Bar, Tebaldo I) come ci viene confermato sempre dalla Chronica Albrici Monachi Trium Fontium, divenendo così conte consorte di Lussemburgo.
 Enrico viene citato nel documento n° CLII della Histoire du Limbourg, vol VI: Codex diplomaticus Valkenburgensis., inerente al contratto del secondo matrimonio del padre, di quello stesso anno.
Nel 1215, Enrico, come ci viene confermato dal Cæsarii Heisterbacensis Vita sancti Engelberti Archiepiscopi Colonie, sposò Ermengarda di Berg, che sempre secondo il Cæsarii Heisterbacensis Vita sancti Engelberti Archiepiscopi Colonie, era l'unica figlia ed erede del Conte di Berg, Adolfo III.
Il documento n° 61 del Niederrheins Urkundenbuch, Band II, del 1217, cita Enrico e Ermengarda come marito e moglie.
Nel 1217, suo suocero, Adolfo III, partì per la quinta crociata in Egitto, dove divenne il comandante delle truppe d'assedio renane e frisone di fronte a Damietta, nel delta del Nilo. Adolfo III morì nel suo campo fortificato, il 7 agosto 1218 a causa di un'epidemia.
Nella contea di Berg, gli succedette l'unica figlia, Ermengarda, moglie di Enrico ed ancora minorenne. Ma lo zio paterno di Ermengarda, Engelberto, Arcivescovo di Colonia prese possesso della contea che era stata di suo padre, dovendo tuttavia difenderla dalle pretese dei Duchi di Limburgo. Il Duca Valerano III di Limburgo reclamava infatti la contea a nome della nuora e del figlio. Engelberto difese i suoi diritti di erede del fratello e del padre invocando la legge salica che escludeva la discendenza femminile. La disputa fu vinta da Engelberto il quale nel 1220 concluse un accordo con i Limburgo, mediante il versamento di una pensione annua.
Il conte Engelberto II di Berg fu ucciso, nel 1225, da un suo parente, Federico di Isenberg, contro cui aveva aperto una causa giudiziaria; la morte di Engelberto II viene citata negli Annales Spirenses e nella Chronica Minor Auctore Minorita Erphordiensi, in cui viene citato anche il nome di Federico di Isenberg, ed infine riportata per esteso dalla Chronica Albrici Monachi Trium Fontium.
Secondo John Allyne Gade, nel suo Luxembourg in the Middle Ages (non consultato), nel 1225, alla morte dello zio della moglie, il conte Engelberto II, Arcivescovo di Colonia, reggente della contea di Berg, Enrico e Ermengarda, presero possesso della contea, con l'approvazione dell'imperatore, Federico II di Svevia, di cui fu fervido sostenitore.
 Con la morte di Engelberto II si estinse la linea maschile della casa di Berg.
Sempre John Allyne Gade, nel suo Luxembourg in the Middle Ages (non consultato), suo padre, Valerano aveva aderito alla sesta crociata indetta, nel 1224, da Papa Onorio III e, nel 1225, aveva raggiunto, l'imperatore, Federico II di Svevia, nel regno di Sicilia, e dato che la partenza per la crociata era stata rimandata, Valerano decise di rientrare nel suo ducato, ma, durante il viaggio di ritorno morì a Cremona. Secondo il Chronicon Lamberti Parvi, a Reinerio Monacho Continuatum, 1225, Veterum Scriptorum, Tome V (non consultato), Valerano morì nel 1225, mentre secondo la Chronica Albrici Monachi Trium Fontium Valerano (Walerannus de Ardenna dux) morì, nel 1226, cinque anni dopo il padre (Henricus de Lemborg), e fu tumulato nell'Abbazia di Rolduc a Kerkrade. Enrico succedette al padre.
Enrico fu con Federico II alla sesta crociata.
Rientrato nella suoi domini, Enrico lo ritroviamo citato in diversi documenti, tra cui:
- nel documento n° CLII della Histoire du Limbourg, vol VI: Codex diplomaticus Valkenburgensis., del 1237, inerente ad una donazione fatta assieme alla sua matrigna, Ermesinda[2];
- nel documento n° 274 del Niederrheins Urkundenbuch, Band II, del 1242, assieme alla moglie, Ermengarda, inerente ad un accordo con l'Arcivescovo di Colonia[21];
- nel documento n° 290 del Niederrheins Urkundenbuch, Band II, del 1244, assieme alla moglie, Ermengarda, inerente ad una donazione all'abbazia di Vrundenberg[22].

Enrico morì il 25 febbraio 1247 e gli succedette il figlio maggiore, Adolfo, come Conte di Berg, ed il figlio secondogenito, Valerano, come Duca di Limburgo.

## Matrimonio e discendenza
Enrico, nel 1216 circa, aveva sposato Ermengarda di Berg, figlia ed erede del Conte di Berg, Adolfo III, come viene confermato dal Cæsarii Heisterbacensis Vita sancti Engelberti Archiepiscopi Coloniensis; comunque il documento n° CLII della Histoire du Limbourg, vol VI: Codex diplomaticus Valkenburgensis., del 1237, inerente ad una donazione fatta da Enrico assieme alla sua matrigna, Ermesinda, fa riferimento ai genitori di Ermengarda: Adolfo (Adolfo III di Berg) e Berta (Berta von Sayn); il documento n° 61 del Urkundenbuch für die Geschichte des Niederrheins, Volume 2, datato 1217, garantiva una donazione ad Ermengarda (Irmengardi, cognate nostre, uxori filii sui Henrici) da parte dello suocero , Valerano (dominus Walramus comes de Luxelenborch); secondo il Kaiserswerth St Guidbert Memorienbuch (non consultato), Ermengarda morì nel mese di agosto del 1248/49.
Enrico da Ermengarda ebbe due figli:
- Adolfo[21] (ca. 1220 – 1259), Conte di Berg
- Valerano[22] (ca. 1222 – 1279), Duca di Limburgo

## Ascendenza
|                          |                    |                          | Genitori                   |  |  | Nonni |  |  | Bisnonni              |  |  | Trisnonni                   |  |
|                          |                    |                          |                            |  |  |       |  |  | Enrico II di Limburgo |  |  | Valerano della Bassa Lorena |  |
|                          |                    |                          |                            |  |  |       |  |  | Enrico II di Limburgo |  |  | Valerano della Bassa Lorena |  |
|                          |                    | Giuditta di Wassenberg   |                            |  |  |       |  |  | Enrico II di Limburgo |  |  |                             |  |
| Enrico III di Limburgo   |                    |                          |                            |  |  |       |  |  | Enrico II di Limburgo |  |  |                             |  |
|                          |                    | Matilde di Saffenberg    | Adolfo IV di Saffenberg    |  |  |       |  |  |                       |  |  |                             |  |
|                          |                    | Matilde di Saffenberg    | Adolfo IV di Saffenberg    |  |  |       |  |  |                       |  |  |                             |  |
|                          |                    | Matilde di Saffenberg    | Margareta di Schwarzenberg |  |  |       |  |  |                       |  |  |                             |  |
| Valerano III di Limburgo |                    | Matilde di Saffenberg    |                            |  |  |       |  |  |                       |  |  |                             |  |
|                          |                    | Simone I di Saarbrücken  | Federico di Saarbrücken    |  |  |       |  |  |                       |  |  |                             |  |
|                          |                    | Simone I di Saarbrücken  | Federico di Saarbrücken    |  |  |       |  |  |                       |  |  |                             |  |
|                          |                    | Simone I di Saarbrücken  | Gisela di Lorena           |  |  |       |  |  |                       |  |  |                             |  |
| Sofia di Saarbrücken     |                    | Simone I di Saarbrücken  |                            |  |  |       |  |  |                       |  |  |                             |  |
|                          |                    | Mathilda di Sponheim     | Meginhard di Sponheim      |  |  |       |  |  |                       |  |  |                             |  |
|                          |                    | Mathilda di Sponheim     | Meginhard di Sponheim      |  |  |       |  |  |                       |  |  |                             |  |
|                          |                    | Mathilda di Sponheim     | Mechilde di Mörsberg       |  |  |       |  |  |                       |  |  |                             |  |
| Enrico IV di Limburgo    |                    | Mathilda di Sponheim     |                            |  |  |       |  |  |                       |  |  |                             |  |
|                          | Mattia I di Lorena | Simone I di Lorena       |                            |  |  |       |  |  |                       |  |  |                             |  |
|                          | Mattia I di Lorena | Simone I di Lorena       |                            |  |  |       |  |  |                       |  |  |                             |  |
|                          | Mattia I di Lorena | Adelaide di Lovanio      |                            |  |  |       |  |  |                       |  |  |                             |  |
| Federico I di Lorena     | Mattia I di Lorena |                          |                            |  |  |       |  |  |                       |  |  |                             |  |
|                          |                    | Berta di Hohenstaufen    | Federico II di Svevia      |  |  |       |  |  |                       |  |  |                             |  |
|                          |                    | Berta di Hohenstaufen    | Federico II di Svevia      |  |  |       |  |  |                       |  |  |                             |  |
|                          |                    | Berta di Hohenstaufen    | Giuditta di Baviera        |  |  |       |  |  |                       |  |  |                             |  |
| Cunegonda di Lorena      |                    | Berta di Hohenstaufen    |                            |  |  |       |  |  |                       |  |  |                             |  |
|                          |                    | Miecislao III di Polonia | Boleslao III di Polonia    |  |  |       |  |  |                       |  |  |                             |  |
|                          |                    | Miecislao III di Polonia | Boleslao III di Polonia    |  |  |       |  |  |                       |  |  |                             |  |
|                          |                    | Miecislao III di Polonia | Salomea di Berg            |  |  |       |  |  |                       |  |  |                             |  |
| Ludmilla di Polonia      |                    | Miecislao III di Polonia |                            |  |  |       |  |  |                       |  |  |                             |  |
|                          |                    | Eudocia di Kiev          | Izjaslav II di Kiev        |  |  |       |  |  |                       |  |  |                             |  |
|                          |                    | Eudocia di Kiev          | Izjaslav II di Kiev        |  |  |       |  |  |                       |  |  |                             |  |
|                          |                    | Eudocia di Kiev          | Agnese di Franconia        |  |  |       |  |  |                       |  |  |                             |  |
|                          |                    | Eudocia di Kiev          |                            |  |  |       |  |  |                       |  |  |                             |  |

### Letteratura storiografica
- (LA)  Histoire du Limbourg, vol VI: Codex diplomaticus Valkenburgensis.
- (LA)  Histoire du Limbourg, vol VII: Annales Rodensis.
- (FR)  Histoire du Limbourg, vol.III: Codex diplomaticus Dalemensis.